# Гражданская улица (Новосёлки)
Гражда́нская улица — улица в городе Пушкине Пушкинского района Санкт-Петербурга. Проходит в Новосёлках от переулка Белозёрки до Сапёрной улицы.
Название появилось в 1950-х годах. Этимология не поясняется.

## Перекрёстки
- Пионерская улица
- Полевая улица
- Сапёрная улица